# Palmengarten van Bad Pyrmont
De Palmengarten van Bad Pyrmont is een palmentuin in Bad Pyrmont die deel uitmaakt van het kuurpark en is zo'n 5 ha groot. De palmentuin werd gerealiseerd in het Belle époque doordat toenmalig hoftuinman Werner Dirks dit graag wilde realiseren, zijn voorganger Julius Trip had in 1903 al de eerste ideeën hiervoor opgesteld en ontworpen. Mede door contact van Dirks met de kunsthandelaar Ludwig Winter die lange tijd in de plaats Bordighera aan de Italiaanse Rivièra verbleef werd dit ook gerealiseerd. De palmentuin is de grootste subtropische tuin van Duitsland en de noordelijkste van Europa.
Het doel van de palmentuin is het gevoel te geven dat men zich aan de Middellandse Zee bevindt door haar plantensoorten om het menselijk verlangen daarnaar te bevredigen. De oudste palm is ongeveer 300 jaar oud, is ongeveer 11 meter hoog en heeft de naam "Leo".

## Geschiedenis
Dirks liep als kunstenaar al lang met dit plan in zijn hoofd en liet in 1909 al een palmenhuis bouwen. Dirks voelde zich als Duits kunstenaar die in Frankrijk en Italië had gewerkt aangetrokken tot de Middellandse Zee en kocht de eerste twaalf palmen in 1912 in Italië, maar deze konden pas een jaar later in plantenbakken worden verscheept naar Noord-Duitsland.
Op 17 mei 1913 werden de eerste 12 palmen gepresenteerd aan het publiek, tegenwoordig bevinden zich wel 40 verschillende soorten palmen in deze tuin en bestaat de palmentuin uit 500 potplanten en beschikt de tuin over meer dan 30000 lente en zomerbloeiers.
In de jaren daarna werd deze palmcollectie uitgebreid met palmen uit de kasteelkwekerij van Arolsen en met geschenken van de landeigenaar Waldemar von Böttiger, die zijn hoge palmen niet meer in zijn kassen kon huisvesten. Dit was ook het geval tijdens de Eerste Wereldoorlog: particuliere palmen liepen groot gevaar in de winter, omdat de kassen niet meer verwarmd konden worden vanwege het algemene tekort aan steenkool, daarom waren er dus veel aanbiedingen in Pyrmont om bedreigde palmen over te nemen. Prins Friedrich gaf zijn hoftuinman de opdracht om veel palmen te kopen, het aantal groeide toen aanzienlijk. De illusie van een zuidelijke atmosfeer wordt in 1916 en 1917 versterkt door extra rijke aanplant met bloemen. In de tijd daarna neemt ook het aantal exotische planten in deze bijzondere tuin toe.
Tussen 1928 en 1931 wordt de Palmentuin door Dirks geperfectioneerd. Grote groepen beukhagen worden  aan de noord- en zuidzijde verbreed en versterken hierdoor het karakter van het landschap. Een pad met jeneverbesbomen begrenst het palmgebied in het oosten. Het zijn geen cipressen,omdat het in Noord-Duitsland daarvoor 's winters te koud was. Ze lijken echter qua uiterlijk erg op elkaar.
Gedurende deze tijd worden ook vier waterbassins gecreëerd, die met hun waterpartij en het stille spatten van fonteinen de visuele en akoestische waarneming vergroten. Hierdoor krijgt men het gevoel ver van huis te zijn, zoals in een paradijs,  een oase of een ver cultureel gebied te zijn aangekomen.
Door de illusie die gecreëerd werd met de zuidelijke exotische planten, werd de Palmgarten, een filmset voor een Duitse film uit 1935, die zich afspeelde in de Rivièra in Zuid-Frankrijk. De film is Die Heilige und der Narr (1935),van de filmproducent Peter Ostermeyer met de actrice Hansi Knoteck. De regisseur was Hans Deppe. Deze illusie van een zuidelijke wereld was alleen te danken aan Werner Dirks. Hij werkte aan elk detail om van het originele Franse terrein van Julius Trip, een "rijkelijk ingerichte tuin met palmen, cipressen, sinaasappels, granaatappelen, mirtebomen en andere subtropische bomen en fonteinen te maken, die doet denken aan de beste tuincreaties uit de Renaissance en uniek in zijn soort in Duitsland." (Dirks 1936)
In de daaropvolgende decennia veranderde de palmentuin verschillende keren. De rozenpaviljoens die al onder Trip,  waren aangelegd, werden verwijderd, evenals een deel van de beukhagen en de buxushagen op de fonteinbedden. De putten werden omzoomd met een begaanbare zandstenen rand, de vierkante putten werden gefaseerd gevuld. De houten hekjes tussen de pilaren werden verwijderd.
De palmentuin is nog steeds een van de belangrijkste elementen van het tuinengesamtkunstwerk van het kuurpark van Bad Pyrmont. Dit wordt ook bevestigd door de onderhoudswerkzaamheden aan het park. De systemen zijn dan ook onderhevig aan een continu proces van vernieuwing. In 2013 zijn ter gelegenheid van het eeuwfeest de twee rozenpaviljoens herbouwd naar een ontwerp van landschapsarchitect Wolfgang Wette. De cipressenlaan werd voor het laatst vernieuwd in 2015, tegenwoordig met Leylandcipressen (zij vervangen de jeneverbesstruiken die eerder werden genoemd (1928-1931)), en het palmbos in het westelijke deel van de palmentuin werd opnieuw ontworpen door de landschapsarchitecten Kortemeier en Brokmann.

## Afbeeldingen

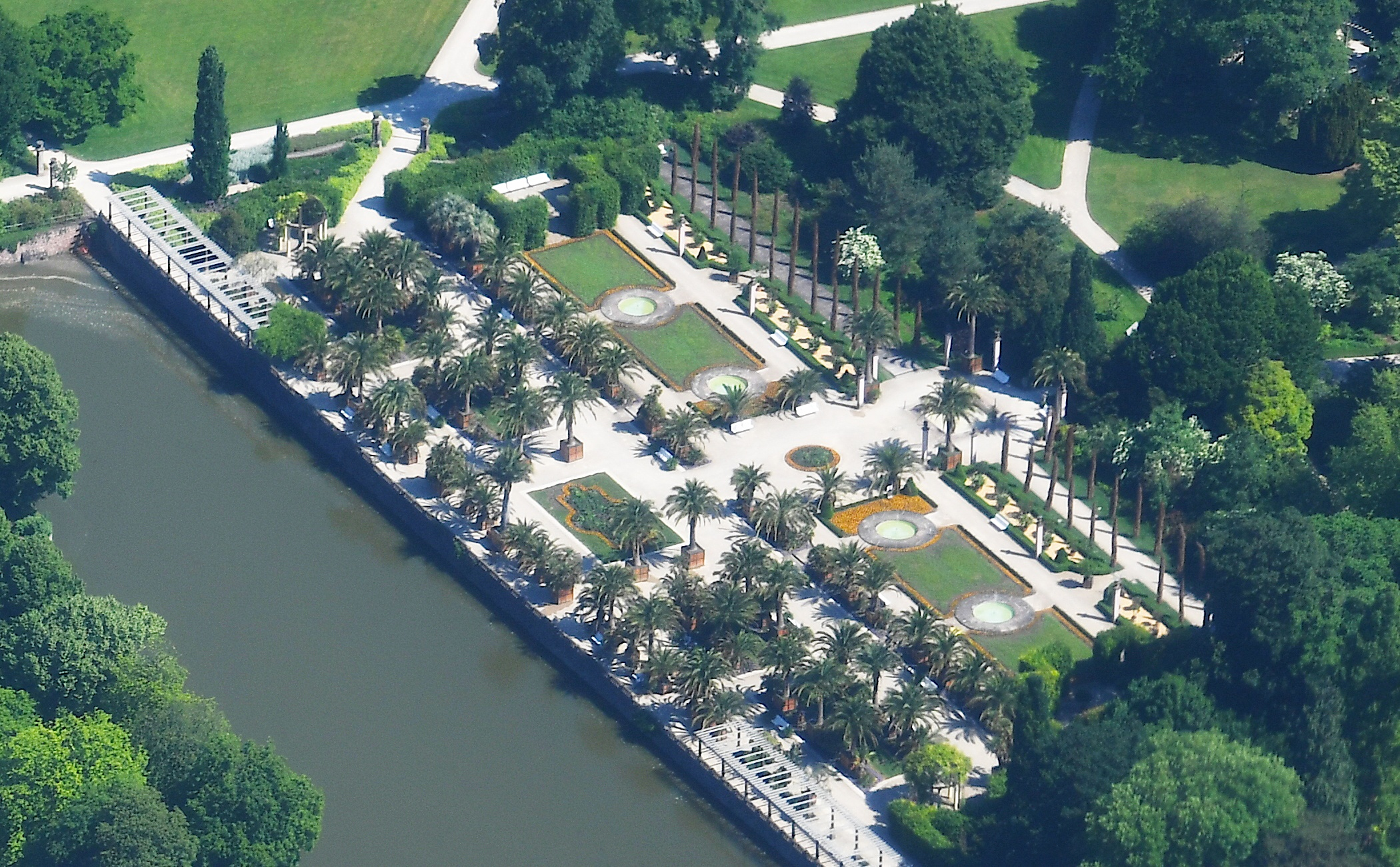
Palmengarten, luchtfoto
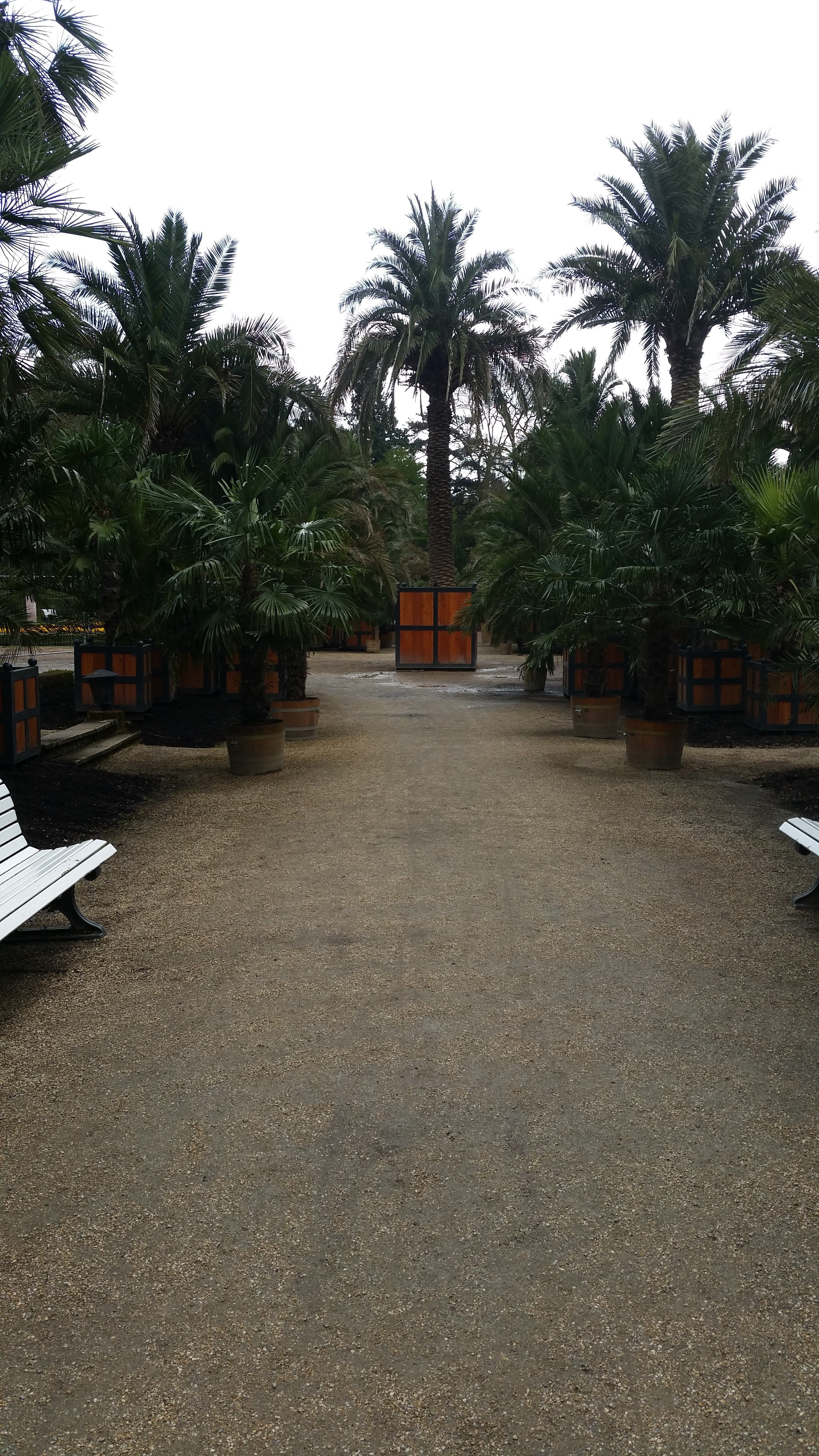
De Palmengarten van Bad Pyrmont, de noordelijkste van Europa
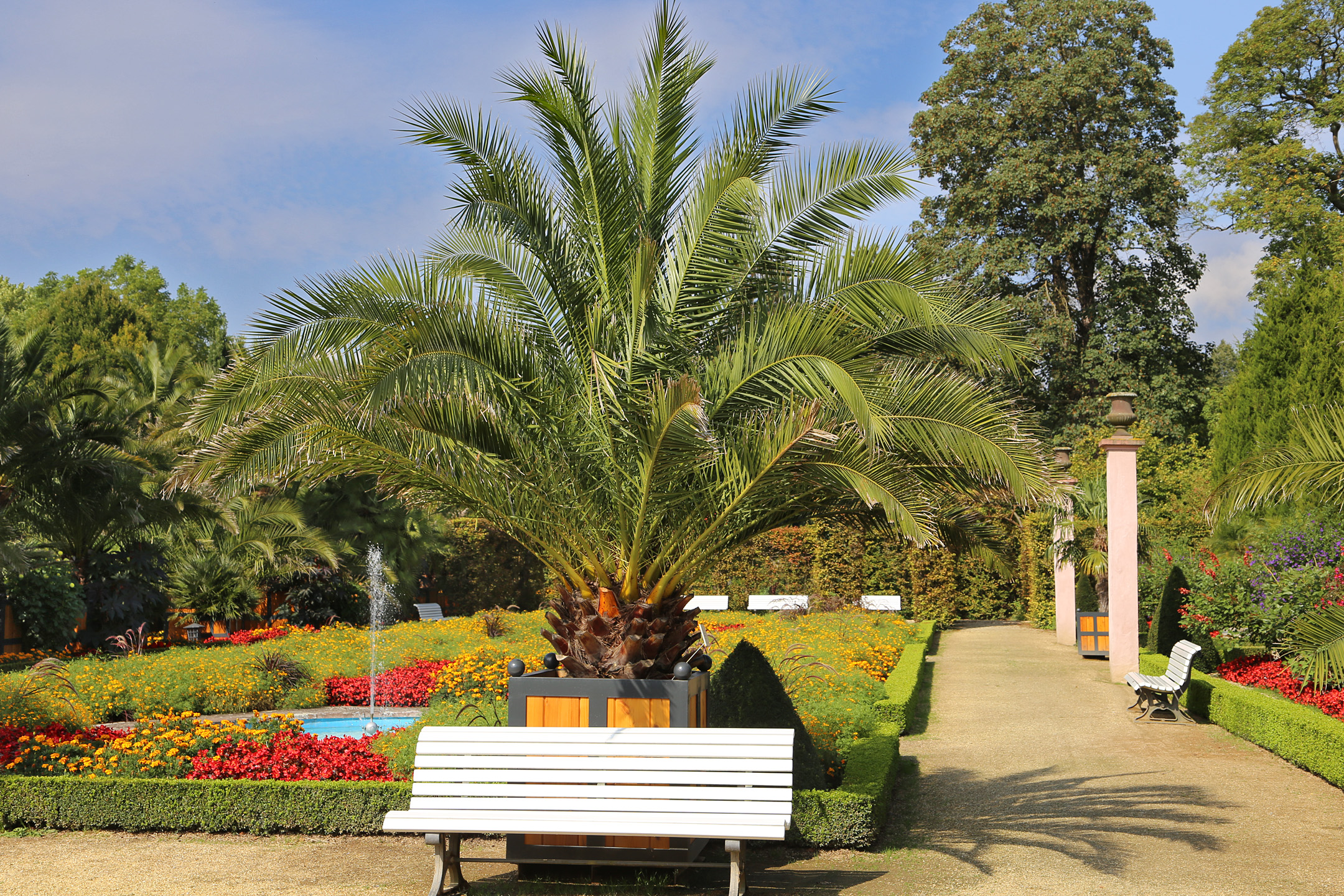
Deel van de palmentuin
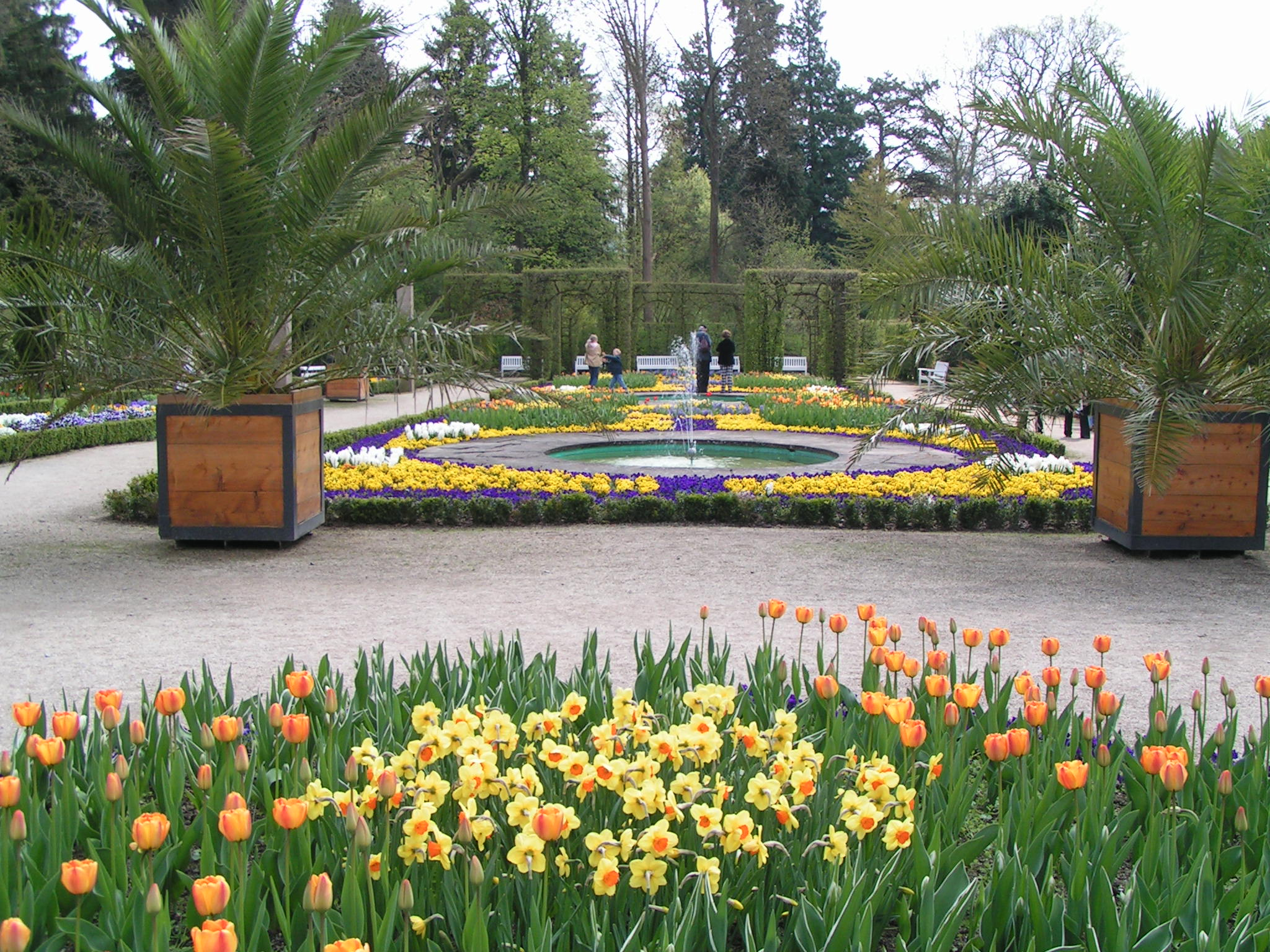
De Palmentuin
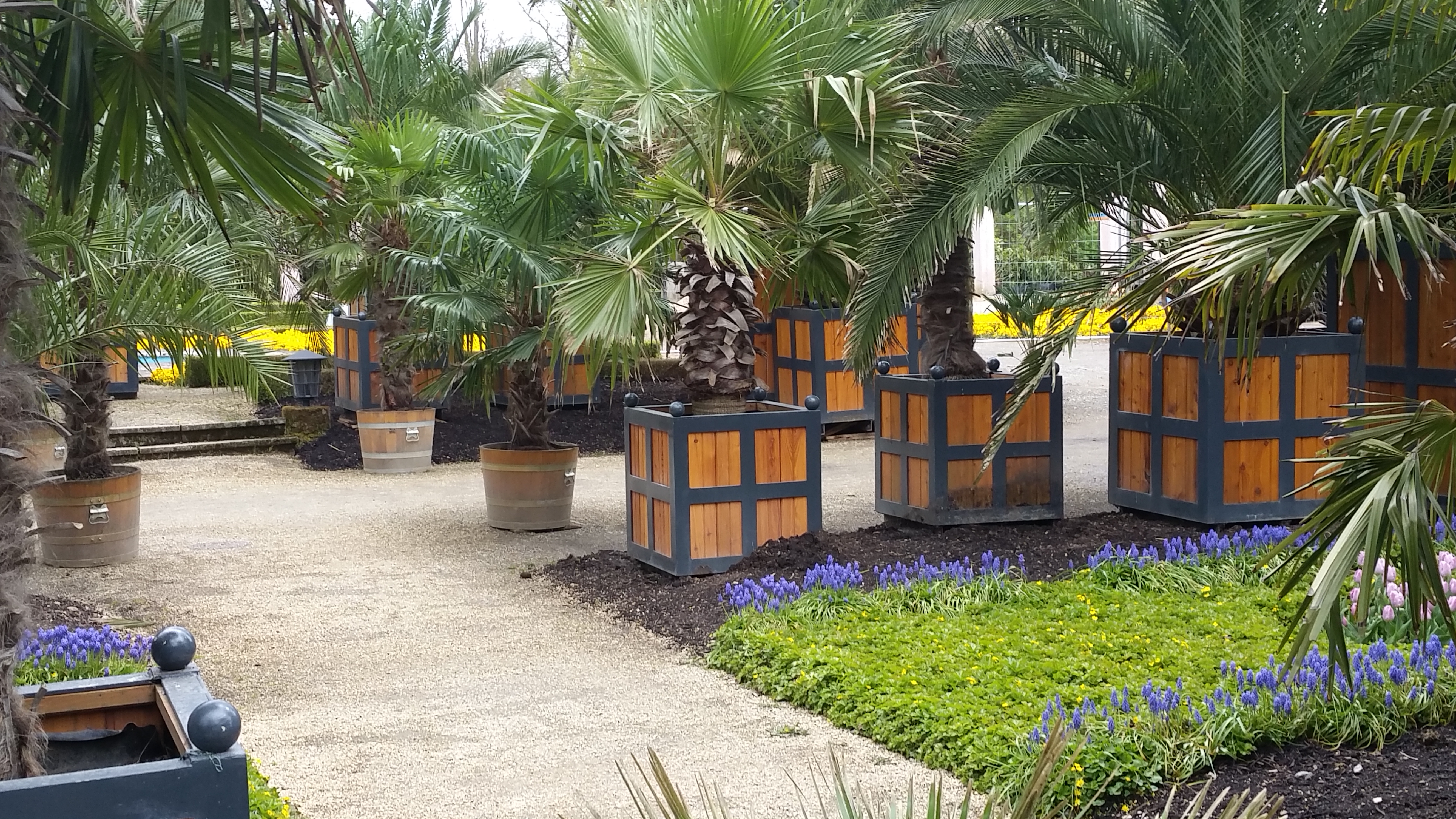
De palmen in de plantenbakken op grondhoogte
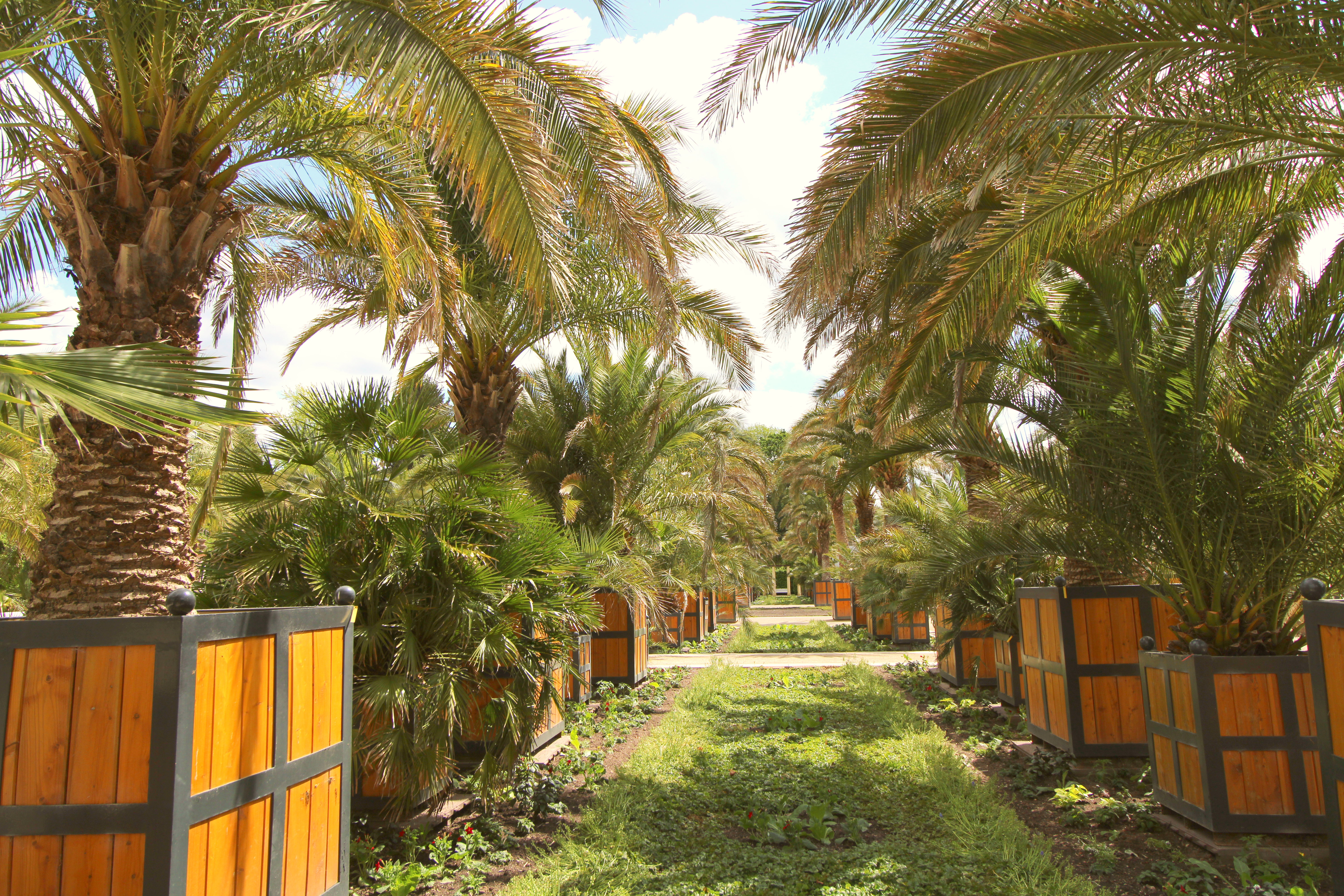
De Palmentuin als plantage met diverse palmsoorten
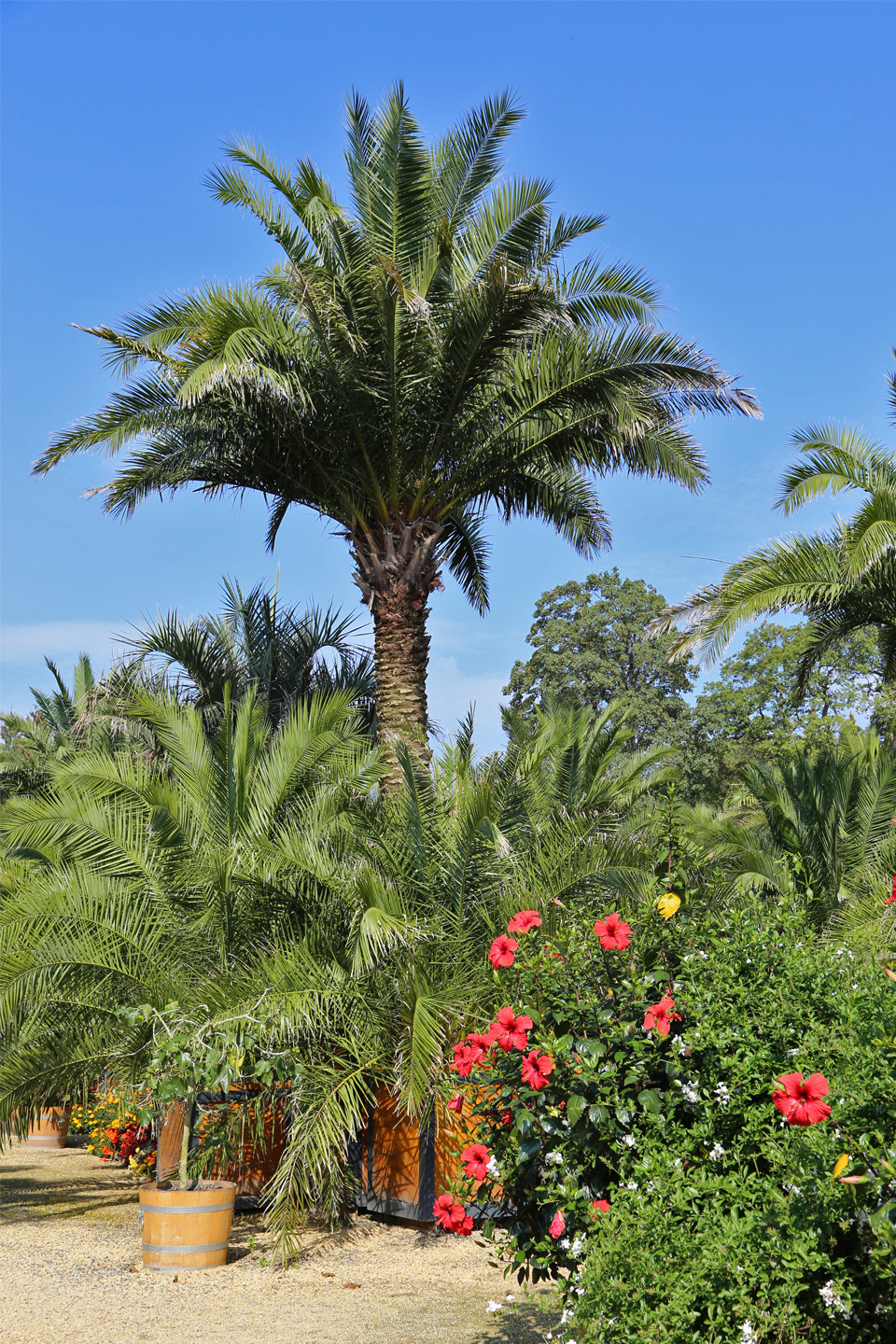
Een aantal mediterrane plantensoorten naast een palm
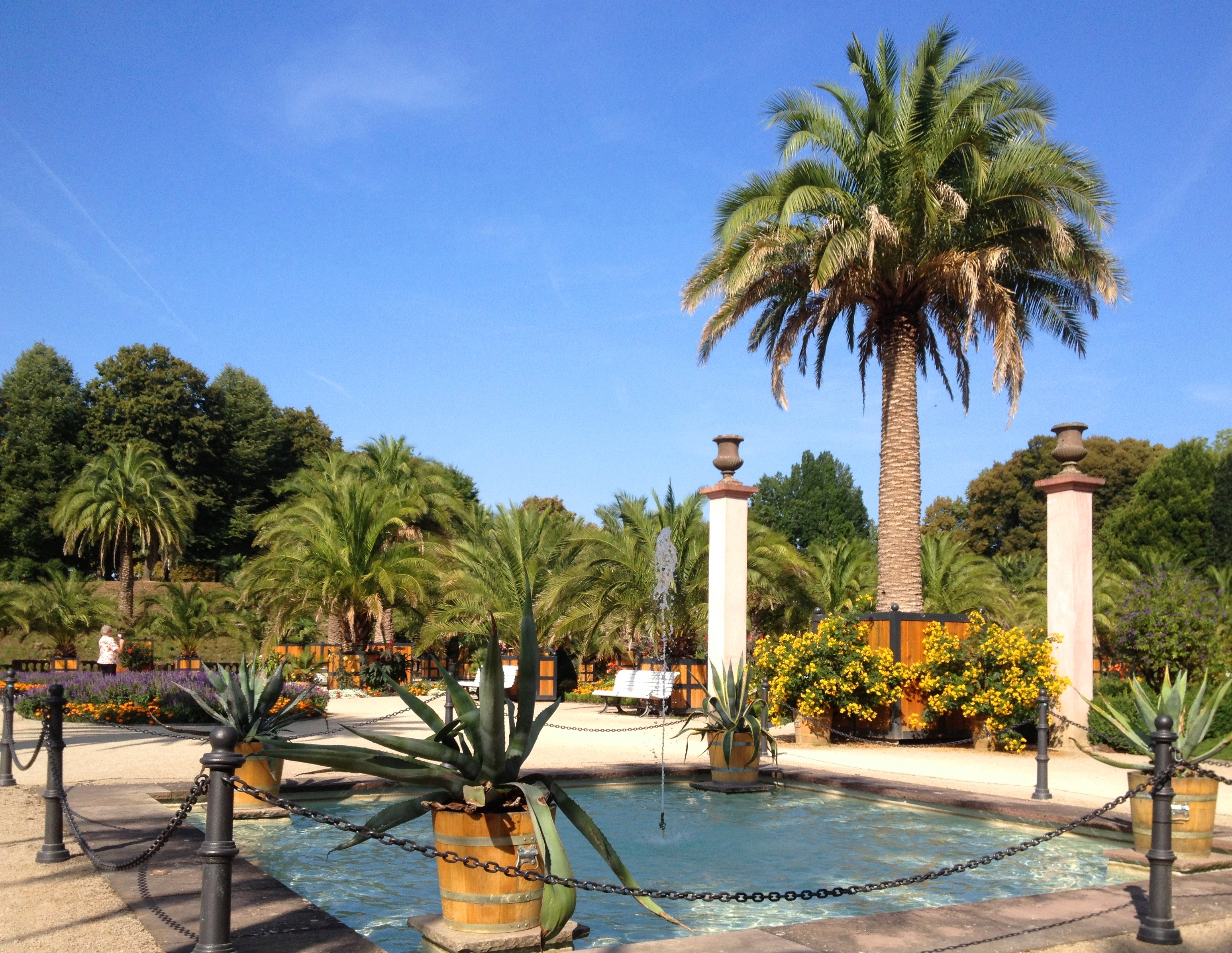
De waterbassins met cactussen in de nabijheid van Palmen en het omliggende heuvellandschap